# Аристократ II
Аристократ II др.-греч. Αριστοκράτης Β΄ — последний царь Орхомена в Аркадии (третья четверть VII века до н. э.). Сын Гикетаса. Во время битвы у Большого рва (на третий год Второй Мессенской войны) он командовал войском аркадян, союзников мессенцев против спартанцев, и получил дары от лакедемонян. Как говорит Павсаний, он был первым командующим в истории, который был подкуплен. Заявив аркадянам, что жертвы оказались неблагоприятными, и их позиция неудобна, он приказал отступать. В результате ухода аркадян мессенцы остались одни и были полностью разбиты.
Вторично Аристократ предал мессенцев после взятия Гиры, когда царь Аристомен собирался совершить неожиданное нападение на Спарту, Аристократ сообщил об этом спартанцам. Узнав о предательстве, аркадяне побили его камнями, выбросили труп без погребения, поставив стелу со стихотворной надписью на участке Зевса Ликейского, после чего отменили царскую власть, истребив весь его род. По разным данным, это событие может относиться к 668 или 657 году до н. э.
Дочь Аристократа II, Эрисфения, была замужем за тираном Эпидавра Проклом. В браке родилась дочь Мелисса, жена тирана Коринфа Периандра.